# Aleksandar Petrović (reżyser)
Aleksandar Petrović, cyr. Александар Петровић (ur. 14 stycznia 1929 w Paryżu, zm. 20 sierpnia 1994 tamże) – serbski i jugosłowiański reżyser i scenarzysta filmowy, wykładowca akademicki. Jeden z czołowych europejskich reżyserów lat 60. XX w. oraz lider jugosłowiańskiej czarnej fali lat 60. i 70. Autor dwóch filmów nominowanych do Oscara dla najlepszego filmu nieanglojęzycznego: Trzy (1965) i Spotkałem nawet szczęśliwych Cyganów (1967).

## Życiorys
Zaczynał w połowie lat 50. jako twórca krótkometrażowych filmów dokumentalnych. Jego pierwsze ambitne projekty fabularne przenosiły na grunt jugosłowiański świeże tendencje nowofalowe z kina francuskiego. Filmy Gdy miłość przemija (1961) i Dni (1963) były osadzonymi w Belgradzie opowieściami o młodych ludziach i rodzących się pomiędzy nimi uczuciach. Uwagę międzynarodową reżyser zwrócił na siebie filmem Trzy (1965). Składał się on z trzech odrębnych historii rozgrywających się w czasie wojny i związanych ze śmiercią, obserwowaną z trzech różnych perspektyw: świadka, ofiary i kata.
Szczytowym osiągnięciem w jego karierze był film Spotkałem nawet szczęśliwych Cyganów (1967), który niejako wprowadzał do światowego kina Romów z ich oryginalnym językiem i obyczajowością. Był to pierwszy film zrealizowany w języku romskim i z udziałem romskich aktorów-naturszczyków. Obraz cieszył się dużą renomą już od chwili premiery na 20. MFF w Cannes, gdzie wyróżniono go Grand Prix, czyli drugą nagrodą konkursu głównego, oraz Nagrodą FIPRESCI. W tym samym 1967 reżyser zasiadał w jury konkursu głównego na 17. MFF w Berlinie.
Następny film Petrovicia, Wkrótce będzie koniec świata (1968) z Annie Girardot w roli głównej, startował w konkursie głównym na 22. MFF w Cannes. Była to ludowa ballada luźno inspirowana Biesami Dostojewskiego. Głęboko pesymistyczna wymowa obrazu uznana została przez komunistyczne władze Jugosławii za rewizjonizm, ale w Cannes przyjęto go entuzjastycznie. Reżyser był nawet członkiem jury na 24. MFF w Cannes dwa lata później.
W 1973 Petrović został zmuszony do porzucenia pracy wykładowcy reżyserii na Belgradzkiej Akademii Filmowej, gdyż oskarżono go o poglądy antykomunistyczne. Oznaczało to dla niego także długoletnią przerwę w tworzeniu filmów. W grudniu 1989 reżyser znalazł się w komitecie założycielskim Serbskiej Partii Demokratycznej, pierwszej opozycyjnej partii antykomunistycznej.
Petrović zmarł w 1994 w Paryżu. Pochowano go na cmentarzu Père-Lachaise.